# Mellivora
Mellivora là một chi thuộc họ Chồn (Mustelidae), gồm lửng mật (Mellivora capensis). Nó cũng là chi còn tồn tại duy nhất của phân họ Mellivorinae. Ngoài ra, có hai loài đã tuyệt chủng được biết đến. Lửng mật có nguồn gốc ở phần lớn châu Phi và Nam Á, trong khi họ hàng hóa thạch xuất hiện ở những khu vực đó và Nam Âu.

## Phân loại học
Chi Mellivora có thể đã tiến hóa từ loài Promellivora punjabiensis nguyên thủy hơn ở Ấn Độ (trước đây được phân loại là M. punjabiensis). Hai chi này được gộp lại với nhau trong tông Eomellivorini cùng với các loài họ Chồn khổng lồ đã tuyệt chủng thuộc các chi Eomellivora và Ekorus.
Mellivora benfieldi có khả năng là tổ tiên của loài lửng mật còn tồn tại.